# Никифоров, Борис Николаевич
Борис Николаевич Никифоров (3 марта 1933, Пермь, Пермский край, РСФСР, СССР — 13 апреля 2011, Москва, Россия) — советский и российский актёр театра, кино и озвучивания. Заслуженный артист РСФСР (1977).

## Биография
Родился 3 марта 1933 года в Перми в простой полноценной семье, в которой воспитывались трое сыновей.
Учился в школе успешно, окончил её с серебряной медалью, после чего поехал в Москву чтобы осуществить свою мечту — стать артистом и поступить в театральный институт, но его не взяли. Вернувшись в родной город, поступил в педагогический институт. Спустя год отправился снова с  Москву и на этот раз был принят в Школу-студию МХАТ к П. В. Массальскому, у которого обучился.
Служил в таких театрах, как «Ленком», «Рижский русский театр», «Тбилисский русский драмтеатр». В кино начал сниматься с 1954 года, сыграв роль заводилы болельщиков в фильме «Чемпион мира». Последняя роль была сыграна в образе Пал Палыча в телесериале «Кармелита. Цыганская страсть», второй сезон (2009—2010 годы).
Ушёл из жизни 13 апреля 2011 года в Москве. Похоронен в селе Щелыково.

## Критика
Историк кино Ростислав Юренев в своей книге «Советская кинокомедия», изданной в 1964 году, отметил: «Даже самый популярный советский комик Игорь Ильинский не создал постоянного образа-маски. [...] Среди других актёров, пытавшихся создать маску, были и беспомощные, вроде Бориса Никифорова, игравшего спортсменов, и талантливейшие, как, например, Янина Жеймо [...]. И все эти попытки обрывались, окончательного успеха не имели».
Театральный критик Василий Пахомов в журнале «Театральная жизнь» положительно отметил, помимо других актёров, роль А. Д. Цурюпы в исполнении Бориса Никифорова как «исключительно удачно вписывающуюся в этом сложном спектакле в общий строй окружающих Ленина лиц».
По мнению киноведа А. Тремасова Борис Николаевич был замкнутым, стеснительным человеком, добрым и внимательным к окружающим его людям. Актёр приходил на помощь любому, кто в ней нуждался, на него всегда можно было положиться в трудную минуту, за что его любили и ценили коллеги. Также киновед подметил, что в свободное время артист предпочитал находиться на природе и увлекался рыбной ловлей.

## Фильмография
- 1954 — Чемпион мира — заводила болельщиков
- 1954 — Школа мужества — участие
- 1962 — Генерал и маргаритки — участие
- 1968 — Армия «Трясогузки» снова в деле — Немчинов
- 1968 — Двое из самых первых — участие
- 1968 — Наши знакомые — сосед Антонины
- 1969 — Студент — Евгений Иванович Саблин
- 1971 — Антрацит — главный механик
- 1970 — Человек с другой стороны — чекист
- 1972 — Земля, до востребования — Гри-Гри
- 1975 — Они сражались за Родину — капитан Сумсков
- 1975 — Порт — Андрей Николаевич Котельников (главная роль)
- 1978 — Парень из нашего города — офицер
- 1979 — Ты помнишь — Ёжиков
- 1981 — Именем земли и солнца — Отец
- 1982 — Следствие ведут знатоки (дело № 17) — Иван Тихонович Никитин
- 1987 — Акция — генерал-лейтенант
- 1988 — Диктатура совести — участие
- 1990 — Карьер — участие
- 1990 — Там, где мы бывали… — маршал
- 1992 — Две дуэли — участие
- 1994—1998 — Петербургские тайны — профессор
- 1999—2003 — Простые истины — дедушка Максима Егорова
- 2002 — Воровка-2. Счастье напрокат — Князь
- 2002 — Черёмушки — участие
- 2003 — Возвращение Мухтара-1 (33 серия) — вор Хлымов
- 2003 — Пятый ангел — участие
- 2003 — Ундина — профессор психиатрии
- 2003—2004 — Бедная Настя — отец Георгий
- 2004 — Ундина-2. На гребне волны — профессор психиатрии
- 2005 — Адъютанты любви — священник
- 2005 — Кармелита — Пал Палыч
- 2005 — Сыщики-4 (фильм № 7) — Иван Никодинович Востриков
- 2006 — Обречённая стать звездой — немой дедушка
- 2006—2007 — Танго втроём — Борис Петрович
- 2007 — Белка в колесе — пассажир
- 2008 — Одна ночь любви — священник
- 2009 — Я вернусь — отец Павел
- 2009—2010 — Кармелита. Цыганская страсть — Пал Палыч

### Озвучивание
- 1956 — Тень на дороге — Георгий Чохели. Роль Зураба Лаперадзе
- 1958 — Вражда — участие
- 1964 — Поезд — Поль Лябиш. Роль Берта Ланкастера
- 1968 — След Сокола — Тасунка-витко. Роль Отара Коберидзе
- 1967 — Фантомас против Скотланд Ярда — Андре Бертье. Роль Анри Серра
- 1969 — Белые волки — индеец
- 1968 — Путешествие в детство — Жантай. Роль Идриса Карсакбаева
- 1968 — Рыцари «Золотой перчатки» — Белгравия
- 1969 — Гладиатор — Ионас Тыху. Роль Витаутаса Томкуса
- 1969 — Смертельная ошибка — Хэнк Джексон. Роль Бруно Оя
- 1970 — Мужское лето — участие
- 1975 — Не упускай из виду — участие
- 1985 — На задней парте (4 выпуск) — участие
- 1995 — Кровавая лошадь — Бритт Джонсон
- 1995 — Люди хорошие и плохие — Бритт Джонсон
- 1995 — Чёрный лис — Бритт Джонсон
- 2007 — Кавказ — участие

## Награды
- 1977 — Заслуженный артист РСФСР[6]

### Комментарии
1. ↑  ФИО установлено согласно Указу Президиума Верховного Совета РСФСР от 20 марта 1972 года[4]
2. ↑  В статье именно так с ошибкой «А. Д. Цурюпа», вместо правильного «А. Д. Цюрупа»